# Різдвяні суперечки

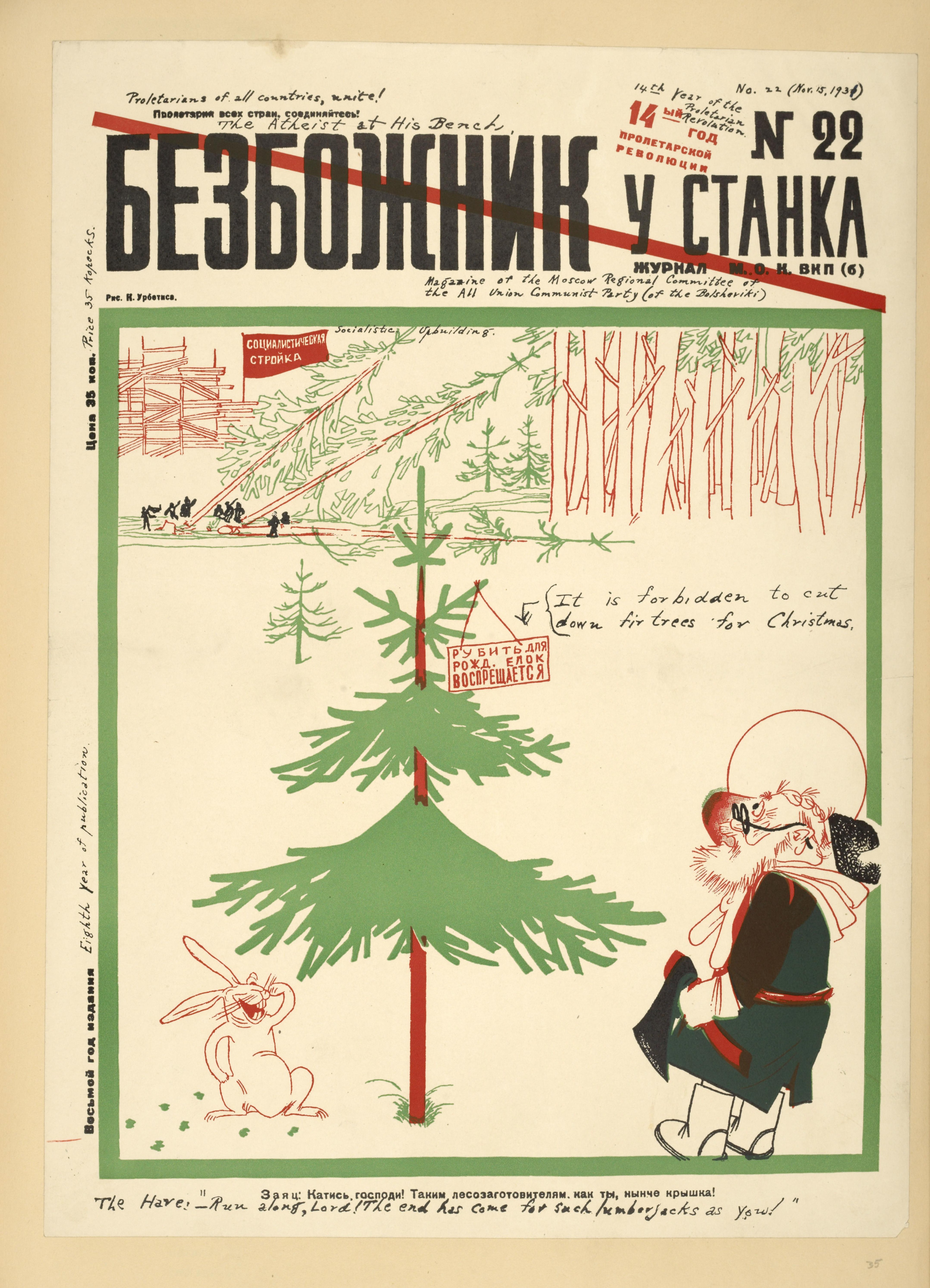
Видання радянського журналу «Безбожник» за 1931 рік, видане Лігою войовничих атеїстів, на якому зображено православному християнському священику заборону брати додому дерево на святкування Різдва, яке було заборонено в рамках марксистсько-ленінської доктрини державного атеїзму

Різдво — це християнське святкування народження Ісуса Христа, яке в західних і східних християнських церквах відбувається щороку 25 грудня. Протягом століть воно було предметом кількох реформацій, як релігійних, так і світських.
У 17 столітті пуритани мали закони, що забороняли церковне святкування Різдва, на відміну від католицької церкви чи англіканської церкви, від якої вони відокремились. З атеїстичним Культом Розуму при владі в епоху Революційної Франції християнські різдвяні богослужіння були заборонені, а торт трьох королів примусово перейменований у «торт рівності» в рамках антиклерикальної державної політики. У 20 столітті святкування Різдва було заборонено згідно з доктриною державного атеїзму в Радянському Союзі. У нацистській Німеччині організовану релігію вважали ворогом держави, а святкування Різдва було змінене, щоб слугувати расистській ідеології партії.
Сучасні суперечки, часто пов'язані з використанням терміна «війна на Різдво», відбуваються в основному в США і в значно меншій мірі у Сполученому Королівстві. Пропагується використання замість терміна «Різдво» загального терміна «свята» як політично коректного. Однак є багато противників такої заміни. Це часто включає заперечення зусиль уряду чи корпорацій з нагоди відзначення Різдва мультикультурно чутливим способом.
З початком російсько-української війни та після того, коли 2017 року Різдво Христове 25 грудня за григоріанським календарем стало державним вихідним в Україні, питання щодо перенесення святкування на 25 грудня за новоюліанським і григоріанським календарямми активізується щороку з наближенням Різдва. Питання календарної реформи гостро постало після початку повномасштабного російського вторгнення в Україні в 2022 році.

## Історія

### Дата

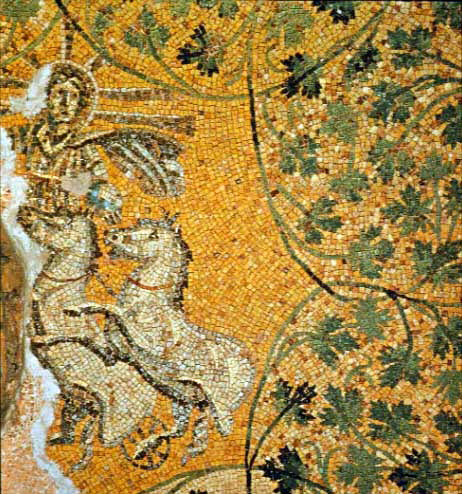
Мозаїка Ісуса як Христа Соля (Христа Сонця) в Мавзолеї М в некрополі III століття під базилікою Святого Петра в Римі

Секст Юлій Африканський, історик II століття, стверджував, що Ісус з Назарету був зачатий 25 березня, яке християнська церква відзначала як свято Благовіщення. Коли термін вагітності становив дев'ять місяців, Секст Юлій Африканський вважав, що Ісус народився 25 грудня, яке західнохристиянська церква встановила як Різдво. Записана в « Хронографіях» Секста Юлія Африканського (221 р. Н. Е.), Ця теза підтверджується інтерпретацією Євангелія від Луки, яка позначає появу Гавриїла до Захарії на дотриманні Йом Кіппура, що відбувається близько жовтня, коли "поклонники молилися за межами Храм, а не в межах «для», лише священик міг увійти до храму в цей час, щоб провести належні ритуали «; оскільки Ісус був на шість місяців молодший за свого двоюрідного брата Івана Хрестителя, Ісус був зачатий у березні, а народився наприкінці грудня.
Рання згадка про святкування Різдва — від 129 р., коли римський єпископ постановив: „У Святу ніч Різдва нашого Господа і Спасителя всі будуть урочисто співати Гімн Ангелів“. У 274 р. Імператор Авреліан влаштував фестиваль для Соля Інвікта („Нескорене сонце“), спочатку сирійського божества, яке згодом було прийняте головним божеством Римської імперії . Хоча деякі письменники вважають, що це могло вплинути на християнське свято Різдва, інші історики, такі як Луї Дюшен, Hieronymus Engberding і Томас Таллі стверджують, що християнське свято Різдва вже святкувалося і що Авреліан заснував Dies Natalis Solis Invicti, щоб конкурувати з християнським святом Різдва.
Вже в 336 р. християни відзначали Різдво Христове 25 грудня за юліанським календарем. Християнська турецька рада 567 року встановила Адвент як сезон підготовки до Різдва, а також як сезон Різдва, оголосивши „дванадцять днів між Різдвом та Богоявленням єдиним єдиним святковим циклом“, надавши таким чином значення як 25 грудня, так і до 6 січня, рішення, яке дозволить „скоординувати сонячний юліанський календар з місячними календарями його провінцій на сході“.
У християнській вірі вчення про те, що Бог прийшов у світ у формі людини, щоб спокутувати гріхи людства, а не точну дату народження, вважається основною метою святкування Різдва; точна дата народження Ісуса з Назарету вважається проблемою.

Багато інших звичаїв Адвенту та Різдва Христового розвивалося в контексті християнства, таких як запалення адвентського вінка (винайдений лютеранами в Німеччині 16 століття), маркування календаря Адвенту, запалення Крістінгла (винайденого моравцями у Великій Британії 19 століття), та перегляд п'єси Різдва Христового (вперше проведена католицькими ченцями в Італії 11 століття).

### Пуританська епоха
До вікторіанської ери Різдво було в першу чергу релігійним святом, яке відзначали християни римо-католицької, англіканської та лютеранської конфесій. Його значення часто вважали другорядним порівняно з Богоявленням та Великоднем .
Пуритани, навпаки, заперечували проти християнського свята Різдва під час англійської Інтеррегнуму, коли Англією керував пуританський парламент. Пуритани прагнули вилучити елементи, які вони вважали небіблійними, зі своєї християнської практики, включаючи ті свята, встановлені Англіканською Церквою. У 1647 р. Англійський парламент під проводом пуритан заборонив святкування Різдва, замінивши його днем посту і вважаючи його „попським святом без біблійного виправдання“ і часом марнотратної та аморальної поведінки. Потім відбулися акції протесту, коли в кількох містах розпочались протиріздвяні заворушення, і тижнями Кентербері контролювали вигульшники, які прикрашали дверні отвори падубом і викрикували роялістські гасла. У книзі „Виправдання Різдва“ (Лондон, 1652 р.) Аргументовано проти пуританів і зазначено давньоанглійські різдвяні традиції, вечеря, смаження яблук на вогні, гра в карти, танці з „хлопчиками-плугами“ та „служницями“, старий батько Різдвяний та колядний спів. Відновлення короля Карла II у 1660 р. Заборону припинило. Бідний Робін Альманак містив рядки: „Тепер, дякуючи Богу за повернення Чарльза, / Відсутність якого застаріло Різдвяне горе. / Тоді ми навряд чи знали, / Різдво було чи ні.“ Багато священнослужителів досі не схвалювали святкування Різдва. У Шотландії пресвітеріанська церква Шотландії також не рекомендувала святкувати Різдво. Яків VI розпорядився його святкувати в 1618 році, але відвідування церкви було мізерним.
У колоніальній Америці паломники Нової Англії не схвалювали Різдво.Непуритани в Новій Англії висловили жаль з приводу втрати канікул робочими класами в Англії. Святкування Різдва було заборонено в Бостоні в 1659 р. Заборона пуританами була скасована в 1681 році призначеним англійською владою губернатором Едмундом Андросом; однак лише в середині 19 століття святкування Різдва стало модним у регіоні Бостона. Згідно з Декларацією про незалежність 1776 року, вона не широко відзначалася в США.

### 19 століття
З появою Оксфордського руху в англіканській церкві відбулося пожвавлення традиційних ритуалів і релігійних обрядів, пов'язаних з Різдвом Христовим. Це відкрило „розвиток багатших та символічніших форм поклоніння, будівництво неоготичних церков, відродження та збільшення центральної важливості дотримання Різдва як християнського фестивалю“, а також „спеціальні благодійні організації для бідних“, окрім „спецслужб і музичних заходів“. Історик Рональд Хаттон вважає, що нинішній стан дотримання Різдва в основному є результатом відродження свята в середині Вікторії, яке очолював Чарльз Діккенс, який „пов'язував богослужіння та бенкети в контексті соціального примирення“. Діккенс не був першим автором, який святкував Різдво в літературі, але саме він наклав на публіку своє гуманітарне бачення свята, ідею, яку назвали Діккенса „Філософією Керрол“.

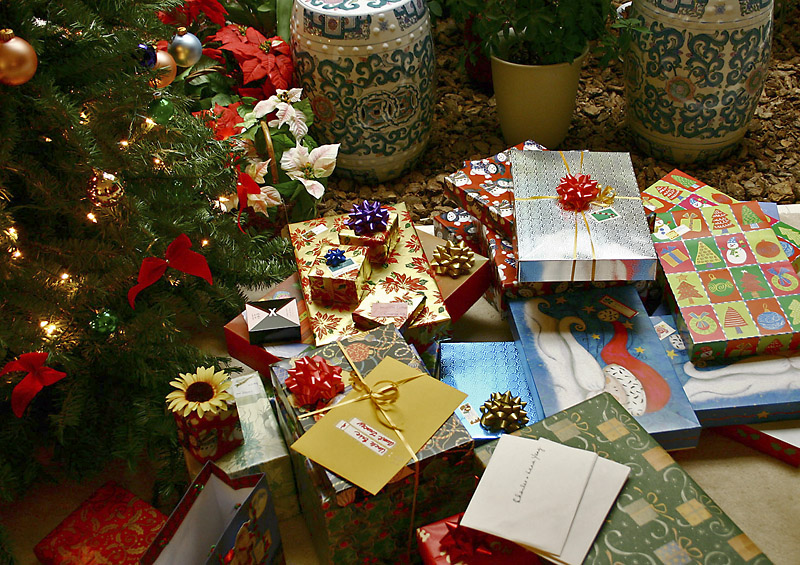
Сучасні святкування Різдва включають більше комерційної діяльності порівняно з минулими.

Історик Стівен Нісенбаум стверджує, що сучасне святкування в США було розроблене в штаті Нью-Йорк з неіснуючих традицій та поєднало голландські та англійські традиції, щоб перефокусувати свято з того, де групи молодих людей ходили від будинку до будинку, вимагаючи алкоголю та їжі в одне ціле, орієнтоване на радість дітей. Він зазначає, що було зроблено цілеспрямовані зусилля, щоб запобігти жадібності дітей у відповідь. Конгрес США проголосив Різдво святом лише 1870 року

### 20 століття
Радянський Союз (до 1936 р.) та деякі інші комуністичні режими забороняли святкування Різдва відповідно до марксистсько-ленінської доктрини державного атеїзму. У 1920-х роках СРСР Ліга войовничих атеїстів заохочувала учнів школи вести кампанію проти різдвяних традицій (наприклад, ялинки), заохочувала їх плювати на розп'яття в знак протесту проти цього свята. Ліга встановила антирелігійне свято 31 числа кожного місяця як заміну.
Більшість звичаїв, традиційно пов'язаних з Різдвом, таких як прикрашання ялинок (перейменованих на новорічні ялинки), подарунків і Діда Мороза, згодом були відновлені в радянському суспільстві, але замість Різдва їх прив'язали до Нового року; ця традиція частково зберігається досі. Більшість російських християн є представниками православної громади, чиї релігійні свята (Різдво, Великдень тощо) не збігаються із святами основних західних християнських церков (католицької чи протестантської) та навіть більшістю східних православних церков через постійний зв'язок церковного календаря з юліанським календарем.
Подібно до цього в нацистській Німеччині, «оскільки нацистські ідеологи розглядали організовану релігію як ворога тоталітарної держави, пропагандисти прагнули підкреслити — або взагалі ліквідувати — християнські аспекти свята» і як результат «пропагандисти невтомно пропагували численні нацифізовані різдвяні пісні, в яких замінили християнські теми на расові ідеології режиму».

## Сучасні суперечки

### Сполучені Штати Америки
Вираз «Війна на Різдво» вживається у ЗМІ для позначення суперечок, пов'язаних з Різдвом. Цей термін був популяризований консервативними коментаторами, такими як Пітер Браймлоу та Білл О'Рейлі, починаючи з початку 2000-х.
Браймлоу, О'Рейлі та інші стверджували, що будь-яке конкретне згадування терміна «Різдво» або його релігійних аспектів все частіше зазнає цензури, уникає чи перешкоджає ряду рекламодавців, роздрібних торговців, державного сектору (школи) та інших громадських та світських організації. Коли егалітарний термін «свята» набув популярності, деякі американці та канадці засуджували це використання як капітуляцію перед політичною коректністю .
Джефф Швейцер, коментатор The Huffington Post, звернувся до позиції таких коментаторів, як О'Рейлі, заявивши, що "на Різдво війни немає; ця ідея абсурдна на всіх рівнях. Ті, хто заперечує проти того, щоб бути змушеними святкувати чужу релігію, тонуть у Різдво в морі християнства, що панує над усіма аспектами суспільного життя. Більшість із 80 відсотків можуть претендувати на жертви лише при надзвичайному відході від реальності "
Хізер Лонг, американський оглядач газети The Guardian, звернулася до «політично коректного» питання в Америці щодо використання терміна «свята», пишучи: "Люди, які явно святкують Різдво у своїх домівках, як правило, суперечать, що сказати в на робочому місці або в школі. Ніхто не хоче когось образити або зробити припущення щодо релігійних вірувань людей, особливо на роботі "
День Різдва визнаний офіційним федеральним святом урядом США. Американський союз громадянських свобод стверджує, що фінансувані урядом демонстрації різдвяних зображень і традицій порушують Конституцію США, зокрема Першу поправку, яка забороняє встановлення Конгресом національної релігії; з іншого боку, християнська адвокаційна організація « Альянс, що захищає свободу» вважає, що різдвяні виставки відповідають Першій поправці, а також рішенням суду, які неодноразово підтримували аккомонізм. Дебати щодо того, чи слід розміщувати релігійні виставки в державних школах, будівлях судів та інших державних будівлях були бурхливими протягом останніх років.
У деяких випадках популярні аспекти Різдва, такі як ялинки, вогні та прикраси, як і раніше демонструються на видному місці, але вони пов'язані з невстановленими «святами», а не з Різдвом. Суперечка також включає заперечення проти політики, яка забороняє уряду чи школам примушувати небажаних учасників брати участь у різдвяних церемоніях. В інших випадках різдвяну ялинку, а також сцени Різдва взагалі не дозволяється демонструвати у загальнодоступних місцях. Крім того, кілька роздрібних торгових мереж США, такі як Walmart, Macy's та Sears, експериментували, вітаючи своїх клієнтів " Щасливими святами " або " Привітаннями сезону ", а не " Веселим Різдвом ".
Рішення Верховного Суду, починаючи з Лінч v. Доннеллі в 1984 році дозволили релігійні теми в різдвяних виставах, що фінансуються урядом, які мали «законні світські цілі». Оскільки ці рішення були роздроблені і залишили уряди непевними щодо своїх меж, багато таких показів включали світські елементи, такі як олені, сніговики та ельфи, а також релігійні елементи. Інші останні судові справи порушували додаткові проблеми, такі як включення колядок у вистави державних шкіл, але жодна з цих справ не дійшла до Верховного суду .
Суперечка щодо цих питань виникла в 2002 році, коли система державних шкіл Нью-Йорка заборонила демонструвати вертепи, але дозволила демонструвати те, що політика вважала менш відверто релігійними символами, такими як ялинки, менори Хануки та мусульманські зірки та півмісяць . Шкільна система успішно захищала свою політику у справі Skoros v. Місто Нью-Йорк (2006).

#### Суперечки у сфері торгівлі
Принаймні з 2005 року релігійні консервативні групи та засоби масової інформації в США, такі як Американська асоціація сім'ї (AFA) та Liberty Counsel, вимагають бойкоту різних відомих світських організацій, зокрема роздрібних гігантів, вимагаючи від них використовувати термін "Різдво «, а не виключно» свято ", в їх друкованому, телевізійному, інтернет-маркетингу та рекламі в магазинах. Деякі також вважали це прихованим антиєврейським повідомленням. Усі зазначені найбільші рітейлери спростували звинувачення.

##### 2000-ті
- Корпорація Sears Holdings (яка тоді належала Sears та Kmart) змінила свою маркетингову політику, використовуючи термін «свято» на термін «Різдво». Зміна політики включала розповсюдження вивісок «З Різдвом» у магазинах по всій країні та зміну терміна «свято» на «Різдво» на їх вебсайті та в магазинах.[70][71]
- У 2005 році Walmart розкритикувала католицька Ліга через уникнення слова «Різдво» в будь-якому зі своїх маркетингових кампаній.[11] Компанія протягом багатьох років применшувала термін «Різдво» у більшій частині своєї реклами.[72] Це спричинило певні негативні реакції серед громадськості, змусивши деякі групи обходитись петиціями та загрожувати бойкотом проти компанії, а також деяких інших відомих роздрібних торговців, які практикували подібні затьмарення свята. У 2006 році, реагуючи на загальний резонанс, Walmart оголосив, що вони вносять зміни до своєї політики і використовуватимуть «Різдво», а не «свято». Серед змін вони зазначили, що колишній «Святковий магазин» стане «Різдвяним магазином», і що буде функція «відлік днів до Різдва».
- У 2005 році Американська асоціація сімей розкритикувала Target Corporation за рішення не використовувати термін «Різдво» в жодній рекламі в магазинах, в Інтернеті та друкованій рекламі.[73] AFA ініціювала загальнонаціональний бойкот Target Corporation, в результаті чого було підписано понад 700 000 підписів. Протягом тижня після ініціювання бойкоту AFA отримала офіційний лист від Target, в якому вказувалося, що вони почнуть включати термін «Різдво» у свою рекламу: "Протягом наступних кількох тижнів наша реклама, маркетинг та мерчандайзинг стануть більш конкретно до свята, яке наближається — безпосередньо посилаючись на такі свята, як Різдво та Ханука. Наприклад, ви побачите посилання на Різдво у вибраних телевізійних рекламних роликах, циркулярах та вивісках у магазинах ".[74]
- Коли в листопаді 2006 року було виявлено, що Walmart використовуватиме термін «Різдво» у своїй рекламній кампанії, у статті про проблему, ініційованій USA Today, вказується, що Best Buy Corporation буде серед роздрібних торговців, які не будуть використовувати «Різдво» взагалі у своїй рекламі того року. Доун Брайант, прес-секретар Best Buy, заявила: «Ми продовжуватимемо використовувати термін свято, оскільки протягом цього періоду існує кілька свят, і ми, безумовно, повинні з повагою ставитись до всіх них».[75][76] AFA розпочала кампанію проти політики Best Buy.[77] У відповідь на ту ж політику Католицька ліга розмістила Best Buy у своєму списку спостережень за Різдвом 2006 року.[78]
- Наприкінці жовтня 2008 року американський роздрібний торговець The Home Depot був розкритикований AFA за використання таких термінів, як «свято» та «Ханука» на своєму вебсайті, але уникав терміна «Різдво».[79] Продавець у відповідь заявив, що буде коригувати свій вебсайт, щоб зробити посилання на Різдво більш помітними.[80] Пізніше Сноупс заявив, що AFA характеризує рекламу Home Depot неправдиво, оскільки реклама продавця спочатку включала кілька випадків слова «Різдво».[81]
- 11 листопада 2009 р. AFA закликала до «обмеженого двомісячного бойкоту» Gap, Inc. через, як вони стверджували, «цензуру компанії під словом» Різдво ""[82] У рекламній кампанії, розпочатої «Gap» 12 листопада, термін «Різдво» як мінімум один раз прозвучав та надрукований на їх вебсайті, а в телевізійній рекламі під назвою «Go Ho Ho» були такі тексти, як "Go Christmas, Go Hanukkah, Go Kwanzaa, Go Solstice «і» яке б свято ти не хотів ".[83] 17 листопада AFA відповіла на цю кампанію, засудивши рекламу за посилання на «язичницьке свято» сонцестояння, і відмовилася від бойкоту.[84] 24 листопада AFA припинила бойкот, дізнавшись від корпоративного віце-президента з комунікацій Gap, що компанія планує запустити нову рекламу з «дуже сильною різдвяною темою».[85]

##### 2010-ті
- У листопаді 2010 року слово «Різдво» на двох вивісках у Різдвяному селі Філадельфії було видалено організаторами після скарг, але відновлено через три дні після втручання мера.[86]
- За даними NetEase, у Різдво 2014 року в центрі міста Чанша, провінція Хунань, Китай стартувала кампанія «Бойкотування Різдва».[87] Також у 2014 році Північно-західний університет повністю закрив кампус напередодні Різдва, і всі клопотання про відпуст були відхилені керівництвом школи.
- У листопаді 2015 року мережа кав'ярень Starbucks представила чашки на різдвяну тематику, пофарбовані в суцільно-червоний колір і не містять орнаментів, крім логотипу Starbucks, контрастуючи з попередніми малюнками, що відображали зимові зображення, та нерелігійними різдвяними символами, такими як північний олень та прикраси . 5 У листопаді на Facebook опублікував відео євангеліст і самопроголошений " особистістю соціальних мереж " Джошуа Фейерштейн, в якому він звинуватив Starbucks у «ненависті до Ісуса», видаливши із чашки зображення, орієнтовані на Різдво, а потім «обманувши» баристу писати на чашці «Веселого Різдва» та заохочувати інших робити те саме. Відео стало вірусним відео, що викликало дискусії та коментарі: бізнесмен і кандидат у президенти від Республіканської партії 2016 року (згодом обраний) Дональд Трамп підтримав претензії Фейерштейна, запропонувавши бойкотувати Starbucks, сказавши, що "Якщо я стану президентом, ми всі будемо знову кажучи «З Різдвом Христовим». Багато користувачів соціальних мереж, включаючи інших християн, сприйняли критику як надмірну реакцію.[88][89][90] На відміну від суперечок, червоний колір асоціюється з Різдвом принаймні з 19 століття[91] і часто присутній у різдвяних прикрасах та християнських богослужіннях, таких як червона стрічка, яка зав'язана навколо апельсинів, що використовуються для Крістінглз . Також у 2015 році Резолюція 564 отримала 36 спонсорів, включаючи Дуга Ламборна, щоб заявити про Різдво публічно.[92] Позиція Ньюта Гінгріча щодо захисту від передбачуваної «війни на Різдво» отримала резонанс у популярній культурі роками.[93]

### Канада
У 2007 році виникла суперечка коли державна школа в Оттаві, штат Онтаріо, планувала, щоб діти у своєму хорі початкової школи співали версію пісні «Срібні дзвони» зі словом «Різдво», заміненим на «святковий»; у концерт також увійшли пісні «Свічки Різдва» та «Це Різдво» з оригінальними текстами. У 2011 році в Ембруні, Онтаріо, недалеко від Оттави, деякі батьки були невдоволені, коли школа замінила різдвяний концерт, який вона проводила в попередні роки, на продаж ремесел та зимовий концерт, запланований на лютий.

### Об'єднане Королівство
Як і в Сполучених Штатах, у Сполученому Королівстві звичним є те, що деякі ЗМІ країни публікують перебільшені або навіть зовсім неправдиві «заборонені Різдвом» історії в період з кінця листопада до Нового року, одним з найвідоміших з яких є тимчасове просування фрази Winterval протягом цілого сезону подій (включаючи різдвяні урочистості) міською радою Бірмінгема наприкінці 1990-х. Це залишається суперечливим прикладом «різдвяної суперечки», де критики нападають на вживання слова «Вінтерваль» як «політичну коректність, що збожеволіла», звинувачуючи посадових осіб ради у спробі вивести Христа з Різдва. Рада відповіла на критику, заявивши, що пов'язані з Різдвом слова та символи були помітними в його рекламному матеріалі: «навпроти будинку ради стояв банер із написом» З Різдвом «, різдвяні вогні, ялинки на головних цивільних площах, регулярні колядних співів шкільних хорових колективів, а лорд-мер надіслав різдвяну листівку з традиційною різдвяною сценою, привітавши всіх з Різдвом Христовим».
У листопаді 2009 року міську раду Данді звинуватили у забороні Різдва, оскільки вона пропагувала свої святкування як фестиваль «Зимове нічне світло», спочатку без конкретних посилань на християнство. Місцевих церковних провідників запросили взяти участь у заході, і вони взяли участь.

### Південна Африка
Християнські свята Різдва та Страсної п'ятниці залишились у світському календарі державних свят після апартеїду в Південній Африці . Комісія з просування та захисту прав культурних, релігійних та мовних спільнот (Комісія з прав людини), дев'ята установа, створена у 2004 році, провела в країні консультативні громадські слухання в червні та липні 2012 року для оцінки необхідності перегляду громадськості. свят після отримання скарг від груп меншин на несправедливу дискримінацію. Комісія з прав людини CRL заявила, що вони подадуть свої рекомендації до Міністерства внутрішніх справ, Міністерства праці, різних комітетів портфоліо та Канцелярії Президента до жовтня 2012 року. Комісія з прав людини CRL опублікувала свої рекомендації 17 квітня 2013 року, включаючи скасування деяких існуючих святкових днів, щоб звільнити дні для деяких нехристиянських релігійних державних свят.
Поширеній практиці відвідування школярами місцевих церков на різдвяні богослужіння у грудні виступають Норвезька гуманістична асоціація, Дитячий омбудсмен та Союз освіти . З цього питання було кілька місцевих суперечок. Політичні партії здебільшого висловилися за те, щоб це вирішили самі школи, але уряд підкреслив, що школи, які беруть участь у різдвяних богослужіннях, повинні запропонувати альтернативу для учнів, які не хочуть відвідувати, і що служби не повинні відбуватися на день, який знаменує закриття шкіл перед різдвяними святами. Кабінет міністрів Сольберга у своїй урядовій декларації зазначає, що він позитивно дивиться на школи, які беруть участь у богослужіннях до релігійних свят.
Згідно з опитуванням, проведеним у 2013 році Норстатом для Землі Верт, 68 % норвежців підтримують проведення різдвяних служб у школі, тоді як 14 % проти. 17 % не мають жодної думки з цього питання.

### Швеція
Шкільний закон 2011 року, в якому зазначається, що державні школи повинні бути неконфесійними, призвів до суперечок щодо того, що це означає для традиції, коли школи збираються у церквах у грудні на святкування Адвенту, Люсії чи Різдва. Вісімдесят тисяч шведів підписали лист протесту 2012 року (Adventsuppropet), ініційований газетою Dagen, міністру освіти Яну Б'єрклунду, вимагаючи, щоб відвідування шкіл у церквах як і раніше дозволяло включати релігійні ритуали. Міністр пояснив, що відвідування церкви перед Різдвом може включати спів різдвяних гімнів та священика, який розмовляє про різдвяну євангелію, але загальні молитви та читання Сповіді віри порушують закон.
У 2012 році радіо Sveriges повідомило, що приблизно кожна шоста школа змінила спосіб позначення різдвяних традицій внаслідок нового закону.

### Україна
Свято в Україні до 2023 року відзначали 25 грудня — православні, греко-католики та деякі інші християни за застарілим юліанським календарем (з юліанського календаря відповідно до григоріанського це 7 січня в XX-XXI століттях), а 25 грудня (григоріанський календар) — сповідники західного обряду (римо-католики) та протестантських церков за григоріанським календарем і східного обряду (деякі православні парафії) за новоюліанським календарем.
З початком російсько-української війни та після того, коли 2017 року Різдво Христове 25 грудня за григоріанським календарем стало державним вихідним в Україні, питання щодо перенесення святкування на 25 грудня за новоюліанським і григоріанським календарямми активізується щороку з наближенням Різдва. Питання календарної реформи гостро постало після початку повномасштабного російського вторгнення в Україні в 2022 році.
Святкування Різдва 7 січня, що у XXI ст. відповідає 25 грудня за старим юліанським календарем характерне для XX та XXI століть. У XIX ст. цей день припадав на 6 січня, а у XXII ст. припадатиме на 8 січня. З початком українсько-російської війни та після того, коли в 2017 року Різдво Христове — 25 грудня за григоріанським календарем стало державним вихідним в Україні, питання щодо перенесення святкування на 25 грудня (григоріанський календар) неодноразово піднімається кожен рік, аби всі християнські віряни України святкували Різдво в один день разом з більшістю усіх християн світу.

У грудні 2021 року митрополит Епіфаній в інтерв'ю Радіо Свобода висловив сподівання, що протягом наступних 10 років більшість українців зможуть перейти на святкування Різдва 25 грудня:
|                       | Ми покликані проводити, найперше, просвітницьку роботу. Хоча ми святкуємо 25-го, просто за різними календарями. Так, цю помилку треба буде виправити. Але традиція є традицією – укорінилася настільки, що якщо ми перейдемо, то в більшості випадків, я переконаний, храми 25-го будуть порожніми, а 7-го повними. І тому треба, щоб народ все ж таки дозрів до цього, прийшов свідомо, і коли ми всі разом. Але цей процес поступово, як ми бачимо продовжується, збільшується кількість прихильних до зміни. Я думаю, що впродовж наступних 10 років ми побачимо, що ці цифри зміняться. Це найбільше пов’язано з традиціями всередині. Ми вже говорили і аналізували. Хоча в цьому році я спостерігаю, що немає такої активної хвилі обговорення святкування Різдва Христового. В минулі два роки, чи це було штучно створено, я пригадую, що в позаминулому році запустили мої цитати про те, що я не проти, а я насправді не проти переходу. Але щоб це відбулося правильно. Треба мудро діяти. |
| — Митрополит Епіфаній | |

Також митрополит Епіфаній наголосив, що особисто підтримує перехід святкування Різдва за новоюліанським календарем, за яким святкує 9 з 16 автокефальних православних церков, але цей процес має відбуватися поступово. Він зазначив, що українців «уже намагаються розділити і за мовою, і за віросповіданням».
18 жовтня 2022 року Православна церква України дозволила єпархіям проводити богослужіння на Різдво Христове за новоюліанським календарем, тобто 25 грудня.
3 грудня 2022 року патріарх Святослав заявив, що УГКЦ має багатолітній досвід переходу на григоріанський календар, оскільки більшість єпархій і парафій за кордоном уже впродовж тривалого часу відзначають свята за новим стилем. В Україні ж, за його словами, наразі вивчають можливості переходу. Необхідні три засади, щоб це було можливим: річ не лише в Різдві (буде всеохопна, цілісна реформа, що потягне за собою зміну всіх інших дат нерухомих свят у літургійному році. Миколая буде 6 грудня, а День українського війська на Покров — 1 жовтня тощо); календарну реформу потрібно робити разом з іншими Церквами України та війна не є зручним часом для календарної реформи.
24 грудня 2022 року верховний архієпископ Святослав під час авдієнції передав митрополиту Епіфанію листа з викладом міркувань ієрархів УГКЦ щодо календарної реформи. Предстоятелі вирішили створити спільну робочу групу щодо конкретних пропозицій календарної реформи. 2 лютого 2023 року Священний Синод ПЦУ дозволив та затвердив порядок благословення парафіям та монастирям на повне використання новоюліанського календаря, а 24 травня 2023 року було вирішено провести засідання Архиєрейського Собору, де буде винесено питання календарної реформи.
1-2 лютого 2023 року Львівсько-Брюховицький синод вирішив, що з 1 вересня 2023 року Українська греко-католицька церква в Україні переходить на новоюліанський календар для нерухомих свят із збереженням юліанської Пасхалії, про що повідомив верховний архиєпископ Святослав 6 лютого 2023 року.
24 травня 2023 року на Архієрейському Соборі, що проходив у Києво-Печерській лаврі, було прийнято постанову, згідно з якою Православна церква України переходить на новоюліанський календар з 1 вересня, крім пасхальних свят.

## Різдвяна ялинка
Починаючи з 1980-х років, у США та Канаді були випадки, коли чиновники використовували термін «святкова ялинка» для позначення того, що зазвичай називають «ялинкою». Реакція на таку номенклатуру неоднозначна.
У 2005 році, коли місто Бостон позначив своє офіційно прикрашене дерево святковим деревом, фермер з дерева Нова Шотландія, який подарував дерево, відповів, що скоріше поклав би дерево в дробарку, ніж назвав би його «святковим» деревом.
У 2009 році в Західному Єрусалимі Лобі єврейських цінностей за підтримки Єрусалимського рабината роздало листівки, що засуджували Різдво, і закликало до бойкоту «ресторанів та готелів, які продають або виставляють ялинки та інші» дурні «християнські символи».
Брюссельська ялинка в столиці Бельгії викликала суперечки в грудні 2012 року, оскільки вона була частиною перейменування Різдвяного ярмарку як «Зимові задоволення». Місцева опозиція розцінила це як заспокоєння мусульманської меншини у місті.
Також було докладено зусиль для перейменування офіційних святкових дерев на «ялинки». У 2002 році в Сенаті Каліфорнії було внесено законопроєкт про перейменування ялинки державного свята в ялинку штату Каліфорнія; поки цей захід не пройшов, при офіційному освітленні дерева 4 У грудні 2007 року губернатор Каліфорнії Арнольд Шварценеггер у своїх висловлюваннях та у прес-релізі свого офісу, опублікованому після церемонії, назвав дерево ялинкою. Раніше Шварценеггер закінчив світську практику називати його «святковим деревом» у 2004 році під час 73-го щорічного освітлення. Зміна назви відбулася на честь покійного сенатора Вільяма «Піта» Найта. На похоронах Найта Шварценеггер сказав, що змінить назву на Різдвяну ялинку. Найт безуспішно лобіював зміну назви після того, як губернатор Девіс вирішив назвати це святковим деревом.
У 2005 році в Мічиганському сенаті відбулись дебати щодо того, чи прикрашену ялинку перед Мічиганським Капітолієм і надалі називатимуть святковим деревом (як це було з початку 1990-х) або називали ялинкою. Питання було переглянуто у 2006 році, коли двопартійний Комітет Капітолію Мічигану одноголосно проголосував за використання терміна ялинка. А в 2007 році законодавці штату Вісконсин задумалися, чи перейменовувати дерево в ротонді Капітолій штату Вісконсин, святкове дерево з 1985 року, ялинкою штату Вісконсин.

## Відмова серед певних груп

#### Атеїзм
З атеїстичним Культом Розуму при владі в епоху Революційної Франції християнські різдвяні церковні служби були заборонені, а торт трьох королів примусово перейменований у «торт рівності» в рамках антирелігійної державної політики . У колишньому Східному блоці, де уряди реалізовували політику державного атеїзму, Різдво та інші релігійні свята були «фактично заборонені». Ліга войовничих атеїстів організовувала в СРСР альтернативні фестивалі «спеціально для приниження релігійних свят». У Сполучених Штатах деякі атеїсти вирішили повноцінно святкувати Різдво, тоді як інші відзначають лише частини свята, а інші повністю відкидають його. У Китаї, який офіційно є атеїстичною державою, деякі чиновники в 2018 році здійснили набіги на християнські церкви перед Різдвом і змусили їх закритись.

#### Іслам
Святкування Різдва іноді критикували мусульмани Туреччини. Туреччина прийняла світську версію Різдва та фігуру Діда Мороза на ім'я Ноель Баба (від французького Пер Ноель). Під час курортного сезону 2013 року мусульманська молодіжна група розпочала кампанію проти Санта-Клауса, протестуючи проти святкування Різдва в країні. У грудні 2015 року політичні та релігійні активісти організували акції протесту проти зростаючого впливу Різдва та Діда Мороза в турецькому суспільстві.

#### Реставраційний рух
Деякі церкви, секти та громади Реставраційного руху відхиляють святкування Різдва з богословських причин; Сюди входять Свідки Єгови Армстронгіти ,  Церква Справжнього Ісуса, Церква Божа (7-й день), Iglesia ni Cristo, Християнська Конгрегація в Бразилії, Християнська Конгрегація в США, Церкви Христа, а також деякі реформовані та фундаменталістські церкви різних переконань, включаючи деяких незалежних баптистів та п'ятидесятників Єдності.

## Xmas
Грудень 1957 р. «Новини та погляди», опубліковані Церковною лігою Америки, консервативною організацією, заснованою в 1937 р. напали на використання Різдва у статті під назвою «Х = Невідома кількість». Пізніше заяви були розглянуті Джеральдом Л. К. Смітом, який у грудні 1966 р. Стверджував, що Різдво було «богохульним упущенням імені Христа» і що «X» називається символічним для невідомої кількості ". Далі Сміт стверджував, що євреї ввели Санта-Клауса для придушення новозавітних повідомлень про Ісуса, і що ООН за вказівкою «світового єврейства» «оголосила ім'я Христа поза законом». Однак існує добре задокументована історія використання Χ (насправді Хі (літера)) як абревіатури для «Христа» (Χριστός) і, можливо, також символу хреста. Абревіатура з'являється на багатьох православних християнських релігійних іконах.